# Proclama di Anitta
Il Proclama di Anitta o Iscrizione di Anitta è un testo in scrittura cuneiforme ittita. È un breve resoconto della vicenda che portò alla prima formazione di un regno ittita in Anatolia ed è considerato il più antico testo in lingua ittita attualmente conosciuto (e anche il primo esempio in assoluto di una lingua indoeuropea).
Il testo, il cui autore sarebbe Anitta (un antico re ittita), ci è giunto in frammenti e in tre diverse copie: una del XVI secolo a.C. creata dunque ai tempi del regno di Hattušili I (uno dei primi sovrani di Ḫattuša) e due del XIII secolo a.C. Presumibilmente erano a loro volta copie di una originale iscrizione, risalente al XVII secolo a.C. e scolpita su una stele posta all'ingresso della città del re (CTH 1.A-B ovvero la copia più antica è la KBo III 22=BoTU 7, un'altra è la KUB XXVI 71=BoTU 30 che contiene un frammento del proclama di Anitta e parte degli annali di Ammuna, la terza è la KUB XXXVI 98(+)98a(+)98b etc.; vedi pagina sulla lingua ittita per il significato delle sigle di classificazione).

## Contenuto
L'iscrizione tratta delle conquiste in Anatolia centrale di due antichi re ittiti, membri di una dinastia che regnò originariamente in una città chiamata Kuššara: Pithana e suo figlio Anitta, l'autore del testo. I nomi di questi re compaiono anche in altri antichi testi e si possono collocare nel periodo storico corrispondente alla seconda fase della colonia paleo-assira (karum) di Kaneŝ.
Il proclama è composto da una breve dedica iniziale e da un più lungo racconto delle campagne di Anitta, preceduto da un prologo che racconta l'ascesa della città di Kuššara fino alla conquista della supremazia nell'Anatolia centrale durante il regno di Pithana, padre di Anitta.
L'iscrizione racconta come Pithana, re di Kuššara (una città-Stato di cui non si conosce la precisa collocazione geografica, ma che sarà spesso ricordata nei testi ittiti come sede di uno dei rami della famiglia reale), abbia conquistato la città di Neša (o Kaneš, l'odierna Kültepe). La tavoletta di Anitta cita le gesta del padre Pithana, probabilmente per dimostrare come suo figlio si fosse mosso con coerenza nel solco politico-militare tracciato da Pithana stesso, continuando nella strategia di sottomissione delle città vicine, incluse Ḫattuša e Zalpuwa (o Zalpa). 
Ecco il testo dell'iscrizione, seguendo principalmente la traduzione di Neu e Hoffner: